# Minúfija
Guvernorát Minúfija (arabsky محافظة المنوفية‎) je egyptský guvernorát. Leží na severu země v oblasti nilské delty. Jeho hlavním městem je Šibin el-Kom. Současným guvernérem je Ashraf Helal.
Guvernorát je vyhlášen svou zemědělskou produkcí (zejména bavlny, kukuřice, pšenice, brambor a zelených fazolí), z níž značná část jde na export. Podle odhadů z roku 2015 zde žilo asi 3,9 milionu obyvatel, z toho 20,6 % ve městech.